# Рогожкин, Александр Владимирович
Алекса́ндр Влади́мирович Рого́жкин (3 октября 1949, Ленинград — 23 октября 2021, Санкт-Петербург) — советский и российский кинорежиссёр, сценарист, художник-декоратор, искусствовед, народный артист Российской Федерации (2004).

## Биография
Родился 3 октября 1949 года в Ленинграде. Фамилия деда по отцу — Филиппов, Рогожкин — фамилия второго мужа бабушки, красного командира.

### Образование и работа
В 1972 году окончил Ленинградский государственный университет с дипломом историка-искусствоведа.
В 1971 году начал работать художником на Ленинградском телевидении. В 1974—1977 годах был художником-декоратором на киностудии «Ленфильм» и в то же время учился на художественно-графическом факультете Ленинградского государственного педагогического института имени А. И. Герцена. В 1982 году окончил ВГИК, где занимался в мастерской Сергея Герасимова.
Снимать фильмы как режиссёр Рогожкин начал ещё в 1980-е, но всероссийскую славу ему принесла в 1990-е комедия «Особенности национальной охоты» и серия её продолжений и ответвлений с общими персонажами, актёрским составом и стилистикой. От прежних фильмов Рогожкина эту серию отличала простота и анекдотичность. Серия имела большую популярность, «Особенности» называли «портретом национальной души». Кроме того, множество призов собрала военная драма Рогожкина «Кукушка».
После самоубийства жены в 2011 году, Рогожкин практически не давал о себе знать, перестал снимать фильмы. На протяжении почти десяти лет перед смертью он продолжал писать сценарии, чаще — «в стол». В феврале 2024 года режиссёр Станислав Светлов начал съёмки фильма «Особенности национальной больницы» по сценарию Рогожкина, постоянный актёр серии фильмов «Особенности национальной…» Виктор Бычков примет участие в картине.
До выхода своих фильмов в прокат Рогожкин издал три книги сценариев: «Особенности национальной охоты», «Кукушка», «Своя среди чужих».

### Смерть
Скончался 23 октября 2021 года в Санкт-Петербурге от онкологического заболевания на 73-м году жизни. Похоронен на Богословском кладбище Санкт-Петербурга.

## Личная жизнь
С 1998 года состоял в браке с монтажёром Юлией Румянцевой. В начале мая 2011 года она погибла, выбросившись с 14-го этажа в Санкт-Петербурге. Возможными причинами самоубийства называли творческую нереализованность Румянцевой, подозрения на наличие у неё онкологического заболевания, а также болезнь её матери.
Сын — Владимир Александрович Рогожкин.
Сын — Константин Филиппов, архитектор.
Пасынок — Илья Геркус, бывший президент ФК «Локомотив» (Москва) (в 2016—2018).

## Награды и звания
- Народный артист Российской Федерации (2004)[4]
- Заслуженный деятель искусств Российской Федерации (1996)[12]
- Государственная премия Российской Федерации в области литературы и искусства 2003 года (2004).

## Фильмография
| Год       |    | Название | Роль                          |
| --------- | -- | --- | ----------------------------- |
| 1979      | ф  | Брат приехал                                                                                                 | Имя персонажа не указано      |
| 1980      | ф  | Праздник фонарей                                                                                             | Имя персонажа не указано      |
| 1981      | ф  | Рыжая… Рыжая                                                                                                 | Имя персонажа не указано      |
| 1982      | ф  | И будем жить (новелла киноальманаха «Молодость»)                                                             | сценарист                     |
| 1985      | ф  | Ради нескольких строчек                                                                                      | режиссёр                      |
| 1986      | ф  | Золотая пуговица (новелла киноальманаха «Исключения без правил»)                                             | режиссёр                      |
| 1988      | ф  | Мисс миллионерша                                                                                             | режиссёр                      |
| 1989      | ф  | Караул | режиссёр                      |
| 1991      | ф  | Третья планета                                                                                               | режиссёр, сценарист           |
| 1992      | ф  | Чекист (по мотивам повести Владимира Зазубрина «Щепка»)                                                      | Имя персонажа не указано      |
| 1993      | ф  | Акт | режиссёр, сценарист           |
| 1993      | ф  | Жизнь с идиотом                                                                                              | режиссёр, сценарист           |
| 1995      | ф  | Особенности национальной охоты                                                                               | режиссёр, сценарист           |
| 1996      | тф | Операция «С Новым годом»                                                                                     | режиссёр, сценарист, монтажёр |
| 1997—1998 | с  | Улицы разбитых фонарей (серии «Кошмар на улице „С“», «Целую, Ларин»)                                         | режиссёр, сценарист           |
| 1998      | ф  | Блокпост | режиссёр, сценарист, монтажёр |
| 1998      | ф  | Особенности национальной рыбалки                                                                             | режиссёр, сценарист           |
| 1999      | ф  | Болдинская осень                                                                                             | Имя персонажа не указано      |
| 2000      | ф  | Особенности национальной охоты в зимний период                                                               | режиссёр, сценарист           |
| 2000—2002 | с  | Убойная сила (серии «Служебное соответствие», «Кредит доверия», «Миссия выполнима», «Утренник для взрослых») | режиссёр, сценарист           |
| 2002      | ф  | Кукушка | режиссёр, сценарист           |
| 2003      | ф  | Особенности национальной политики                                                                            | сценарист                     |
| 2003      | ф  | Сапиенс | Имя персонажа не указано      |
| 2004      | ф  | Своя чужая жизнь                                                                                             | режиссёр, сценарист           |
| 2006      | ф  | Перегон | режиссёр, сценарист           |
| 2008      | ф  | Игра | режиссёр, сценарист           |
| 2010      | ф  | Вопрос чести                                                                                                 | Имя персонажа не указано      |
| 2012      | ф  | Афродиты | Имя персонажа не указано      |
| 2012      | ф  | Оружие | Имя персонажа не указано      |
| 2023      | ф  | Волонтёр | сценарист                     |
| 2024      | ф  | Особенности национальной больницы                                                                            | сценарист                     |